# Naren
Naren eller Nain är en dämd sjö vid Uvån i Hagfors kommun och Malung-Sälens kommun gränsen mellan Värmland och Dalarna  och ingår i Göta älvs huvudavrinningsområde. Sjön är 28 meter djup, har en yta på 12,3 kvadratkilometer och befinner sig 267,9 meter över havet. Sjön avvattnas av vattendraget Årosälven (Uvan). Vid provfiske har bland annat abborre, gers, gädda och mört fångats i sjön.
Vid sjöns utlopp genom Uvån som rinner ut i Klarälven ligger Nains kraftverk, uppfört av Uddeholms AB med en fallhöjd på 46-48 meter. Härifrån leds drivvattnet i en kanal till Knons kraftverk.

## Delavrinningsområde
Naren ingår i delavrinningsområde (667986-139123) som SMHI kallar för Utloppet av Naren. Medelhöjden är 297 meter över havet och ytan är 47,25 kvadratkilometer. Räknas de 31 avrinningsområdena uppströms in blir den ackumulerade arean 567,76 kvadratkilometer. Årosälven (Uvan) som avvattnar avrinningsområdet har biflödesordning 2, vilket innebär att vattnet flödar genom totalt 2 vattendrag innan det når havet efter 378 kilometer. Avrinningsområdet består mestadels av skog (62 procent). Avrinningsområdet har 13,05 kvadratkilometer vattenytor vilket ger det en sjöprocent på 27,6 procent.

## Fisk
Vid provfiske har följande fisk fångats i sjön:
- Abborre
- Gärs
- Gädda
- Mört
- Nors
- Sik
- Siklöja